# Moretum

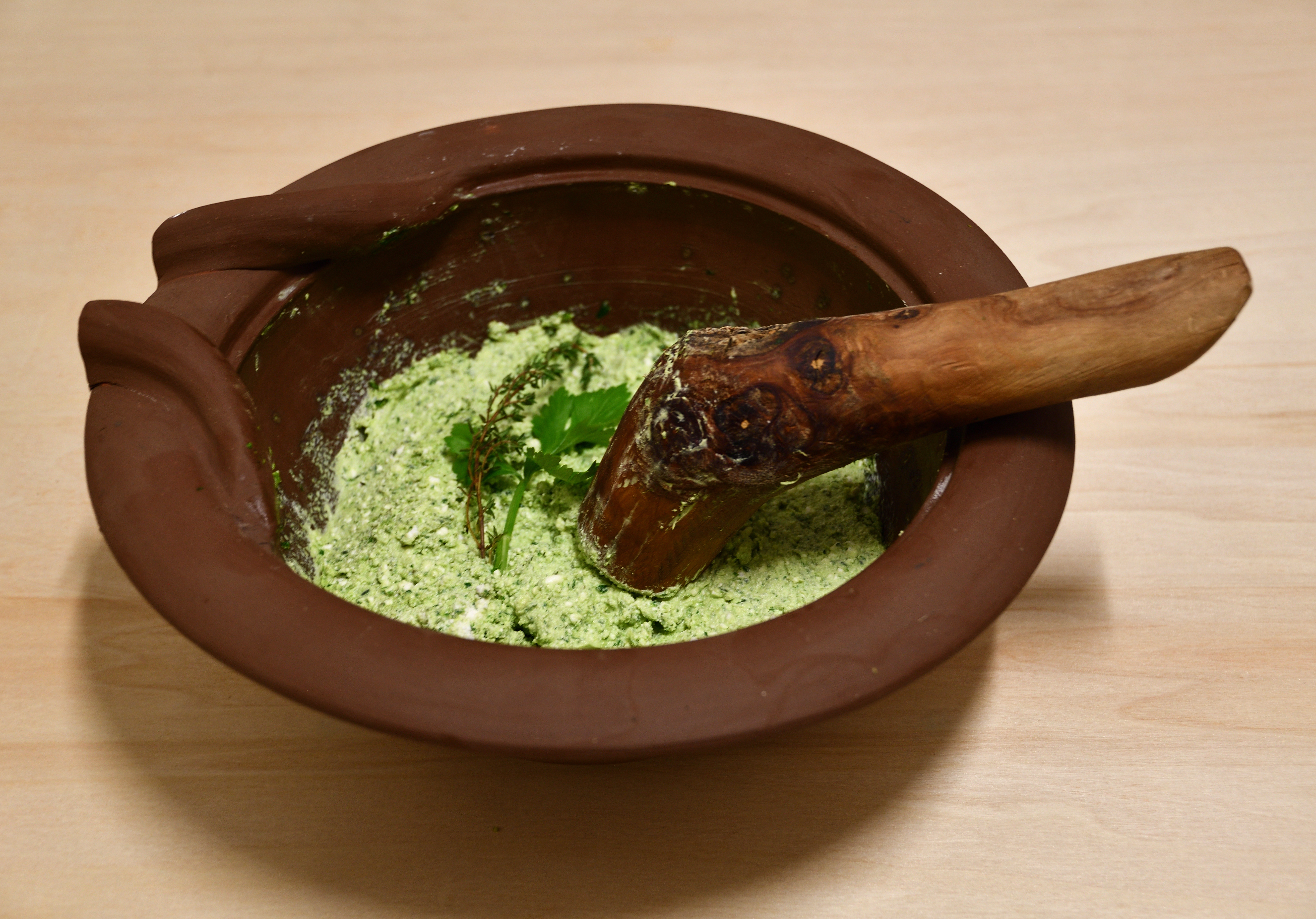
Moretum.

Le moretum est une préparation culinaire à base de fromage frais, consommée par les Romains dans l'Antiquité. Les ingrédients nécessaires à la préparation du moretum étaient le fromage frais, des herbes aromatiques, du sel, de l'huile et du vinaigre, auxquels pouvaient être ajoutées des noix. L'ensemble était pilé dans un mortier (mortarium), d'où son nom. Le moretum était généralement consommé avec du pain.
Plusieurs recettes ont été conservées jusqu'à l'époque contemporaine, dont une dans un poème de l’Appendix Vergiliana et d'autres dans le livre XII du De re rustica de Columelle. 